# André Mangeot
André Mangeot (Parigi, 25 agosto 1883 – Londra, 11 settembre 1970) è stato un violinista, imprenditore e docente francese naturalizzato britannico.

## Biografia
André Louis Mangeot, fu un violinista e impresario francese naturalizzato britannico. Fu allievo di Martin-Pierre Marsick al Conservatorio di Parigi. Dal 1908 Mangeot suonò presso la Covent Garden Orchestra, e la Queens Hall Orchestra. Dopo la prima guerra mondiale si stabilì in Gran Bretagna. 
Nel corso della sua carriera Mangeot fece alcune registrazioni discografiche.
Mangeot registrò la Sonata di Debussy con Lyell Barbour, e con Wilhelm Backhaus il Quintetto La Trota di Franz Schubert. Nel 1947-48 Mangeot fondò il André Mangeot Quartet, con Antonia Booth, Maxwell Ward e Joan Dickson. Dal 1953 dopo aver diradato l’attività concertistica, Mangeot insegnò alle Università di Oxford e di Cambridge, e scrisse Violin Technique, Notes for players and teachers (1953). Mangeot revisionò e pubblicò composizioni Henry Purcell. 
Mancò l'11 settembre 1970 a Londra.

## Scritti
- The Purcell fantasies and their influence on modern music, in «Music & letters», vol. 7, n. 2 (1926), p. 143-149
- The Ladder to Paganini's Profound Mastery by Michael Zacharewitsch (recensione), in «The Musical Times», vol. 93, n. 1318, dicembre 1952, pp. 548-549
- Violin technique, Notes for players and teachers, London, D. Dobson, 1953

## Revisioni
- Henry Purcell, Four part fantasia n. 1 for strings; transcribed by Peter Warlock; edited by André Mangeot, London, Curwen, s.a.
- Henry Purcell, Four part fantasia n. 2 for strings; transcribed by Peter Warlock; edited by André Mangeot, London, Curwen, s.a.
- Niccolò Paganini, Quartetto D-dur a violino viola violoncello e chitarra (clavicembalo); herausgegeben von André Mangeot, Mainz, Schott, s.a.